# Dizi
Pour les articles homonymes, voir Dizi (homonymie).

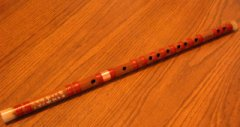
Dizi

Le dizi (chinois : 笛子 ; pinyin : dízi, prononcé approximativement « titseu »), aussi appelé zhudi (竹笛), est un instrument de musique traditionnel des Han-Chinois, c'est une flûte traversière faite en bambou. 
Il en existe deux variantes traditionnelles, le qudi  et le bangdi, ainsi que des variantes modernes. 

## Facture

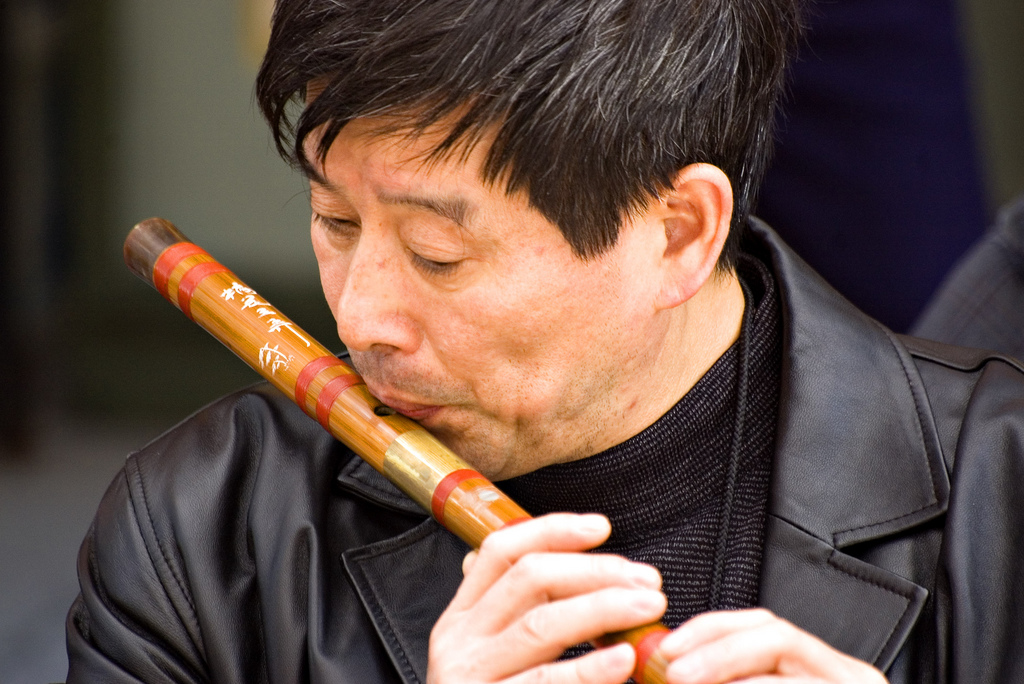
Joueur de dizi

Son corps est percé de douze trous : 
- l'embouchure décalée vers le centre,
- un trou recouvert d'une membrane faite généralement d'épiderme interne de roseau commun (un petit nombre de gens utilisent celle de bambou, à cause de son bas prix), le 'di-mo (笛膜), qui sert de mirliton et donne le son si particulier de cette flûte,
- six trous de doigté,
- quatre trous d'accord auxquels on peut attacher des lanières de tissu décoratives.

Les extrémités de l'instrument sont protégées par des segments d'os ou de corne de buffle. De nombreux modèles sont gravés d'un poème dans leur partie supérieure et portent la signature de leur fabricant. Cette pratique décorative autrefois réservée aux exemplaires issus des mains de grands facteurs d'instruments s'applique aujourd'hui à des dizis de toute qualité.
Anciennement concentrés dans la ville de Suzhou, les grands fabricants de dizis ont vu leurs disciples s'éparpiller dans tout le pays. Le succès de cet instrument relativement bon marché est si grand aujourd'hui, que la demande en matière première a rendu précieux les bambous suffisamment âgés pour construire des flûtes haut de gamme. Nombre des grands facteurs d'instruments, tel le célèbre Zhou Linsheng, continuent à utiliser le bambou jaune ou blanc au coût de plus en plus élevé, et réservent leurs instruments aux bourses des collectionneurs et des maestros. D'autres se sont tournés vers l'usage de bambous moins rares, plus durs à travailler, mais non moins intéressants sur le plan acoustique, provenant notamment des régions de Hunan et Hubei.

## Variantes

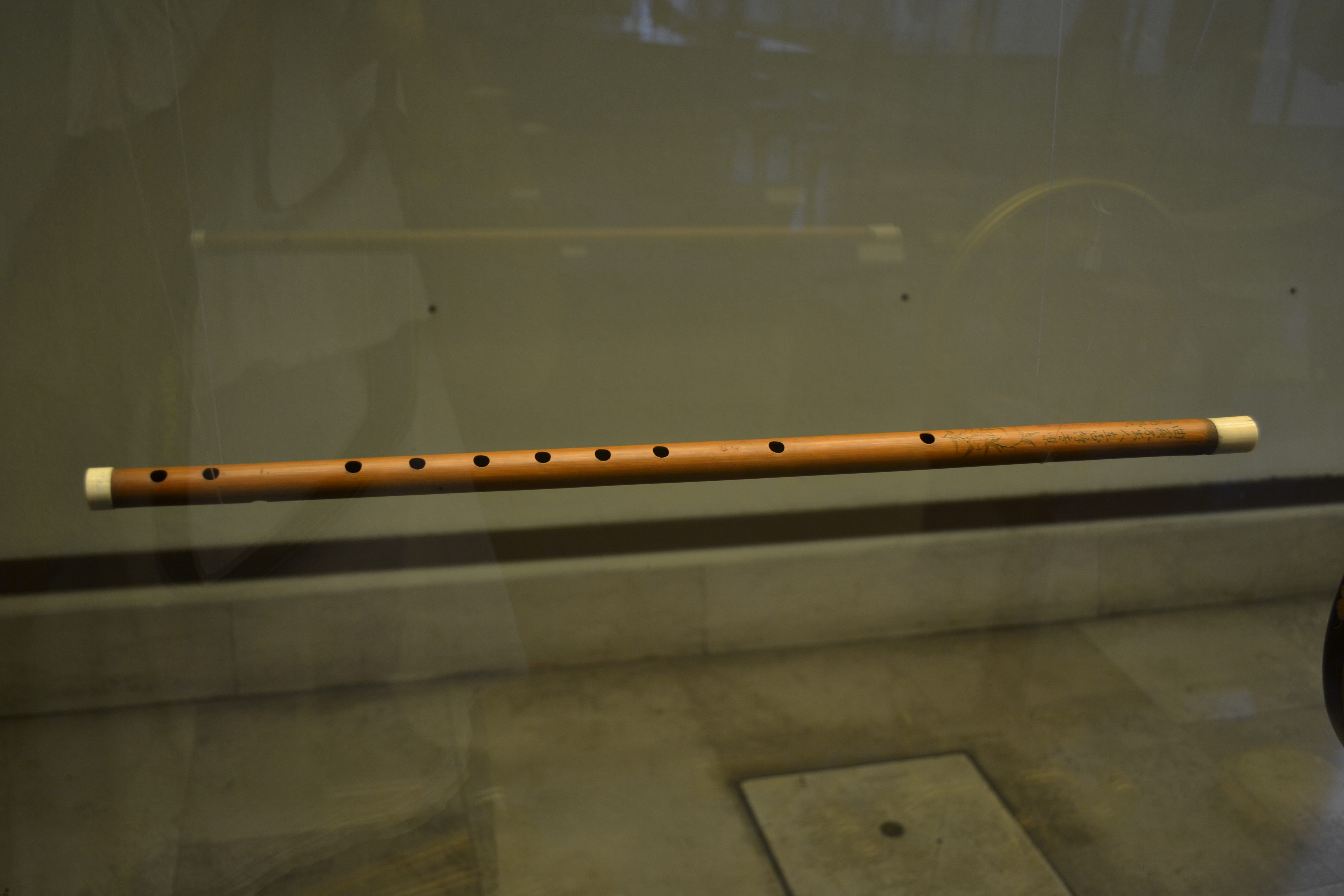
Qudi. Collection d'instruments de musique du château des Sforza.

Il existe deux variantes traditionnelles du dizi : le qudi (chinois : 曲笛 ; pinyin : qūdí) qui est une flûte alto répandue dans le sud de la Chine, et le petit bangdi dont le jeu rapide apparenté au chant d'oiseau est familier du nord du pays. Au cours du XXe siècle est apparue une troisième catégorie de dizi, plus grave, souvent percé d'un septième trou permettant un accès plus aisé à certaines altérations répondant à l'influence de la musique occidentale sur le répertoire chinois.
Le dizi est joué dans presque toutes les régions de la Chine, au nord et au sud, mais beaucoup plus populaire à l'est qu'à l'ouest.
Au nord, la musique jouée au dizi est souvent énergétique et accentuée, tandis qu'au sud, la musique est douce. Les techniques utilisées au nord et au sud sont aussi différentes.